# Arvoredo
Arvoredo är en kommun i Brasilien.   Den ligger i delstaten Santa Catarina, i den södra delen av landet, 1 300 km söder om huvudstaden Brasília. Antalet invånare är 2 256. Arean är 91 kvadratkilometer.
Terrängen i Arvoredo är lite kuperad.
I omgivningarna runt Arvoredo växer huvudsakligen savannskog. Runt Arvoredo är det ganska tätbefolkat, med 78 invånare per kvadratkilometer.